# Günter Falkenau
Günter Falkenau (* 6. Januar 1938 in Königsberg; † 18. Juni 2004 in Berlin) war ein deutscher Schauspieler, Regisseur und Hörspielsprecher.

## Leben
Günter Falkenau (auch Günther Falkenau) wurde 1938 in Königsberg, dem heutigen Kaliningrad geboren. Von 1962 bis 1965 absolvierte er die Theaterhochschule Leipzig und hatte am Meininger Theater sein erstes Engagement. Dann zog es ihn nach Berlin, wo er am Deutschen Theater von 1974 bis 2004 als Schauspieler, Regieassistent und Regisseur tätig war. Er inszenierte aber auch an weiteren Theatern der DDR. Für das Fernsehen der DDR und die DEFA stand er mehrfach vor der Kamera. Für den Rundfunk der DDR wirkte er als Hörspielsprecher.
Nach Aussage von Ulrich Mühe in einem Spiegelinterview vom 20. März 2006 war Günter Falkenau durch das Ministerium für Staatssicherheit als Inoffizieller Mitarbeiter auf ihn angesetzt.
Günter Falkenau verstarb 2004 im Alter von 66 Jahren in Berlin.

## Filmografie
- 1974: Für die Liebe noch zu mager?
- 1976: Leben und Tod König Richard III. (Theateraufzeichnung)
- 1979: Einfach Blumen aufs Dach
- 1982: Märkische Forschungen
- 1982: Das große Abenteuer des Kaspar Schmeck (Fernseh-Dreiteiler)
- 1983: Der Aufenthalt
- 1985: Sachsens Glanz und Preußens Gloria (Fernseh-Mehrteiler, 2 Episoden)
- 1985: Die dritte Frau (Fernseh-Zweiteiler)
- 1986: Ernst Thälmann (Fernseh-Zweiteiler)
- 1987: Die erste Reihe (Fernsehfilm)
- 1987: Stielke, Heinz, fünfzehn…
- 1990: Selbstversuch (Fernsehfilm)
- 1990: Versteckte Fallen

## Theater

### Schauspieler
- 1977: Heinrich von Kleist: Michael Kohlhaas (Waldmann) – Regie: Adolf Dresen (Deutsches Theater Berlin)
- 1991: Henrik Ibsen: Peer Gynt (Ein Fellah) – Regie: Friedo Solter (Deutsches Theater Berlin)
- 1993: Eugene O’Neill: Der Eismann Kommt – Regie: Rolf Winkelgrund  (Deutsches Theater Berlin)
- 1998: Bertolt Brecht: Der kaukasische Kreidekreis (Händler/staubbedeckter Reiter) – Regie: Thomas Langhoff (Deutsches Theater Berlin bei den Bregenzer Festspielen)
- 2001 William Shakespeare: Was ihr wollt – Regie: Staffan Valdemar Holm (Deutsches Theater Berlin)

### Regisseur
- 1975: Dario Fo: Siebtens: Stiehl ein bißchen weniger (Theater Nordhausen)
- 1978: Gerhardt Gröschke: Hochwasser (Deutsches Theater Berlin – Kammerspiele)
- 1979: Jürgen Groß: Trampelpfad (Deutsches Theater Berlin – Kleine Komödie)
- 1980: Albert Wendt: Der Fahrer und die Köchin (Deutsches Theater Berlin – Kleine Komödie)
- 1982: Peter Hacks nach Johann Wolfgang von Goethe: Das Jahrmarktsfest zu Plundersweilern (Stralsunder Theater)
- 1983: Adolf Glaßbrenner: Ein Heiratsantrag in der Niederwallstraße oder Der preußische Kinderfreund (Deutsches Theater Berlin im Filmtheater am Friedrichshain)
- 1985: Reinhardt Ottmar Schuchart: Wie wird ich dich, mein Junge, pflegen (Stralsunder Theater)
- 1987: Max Frisch: Biedermann und die Brandstifter (Landesbühnen Sachsen Freital)

## Hörspiele

### Sprecher
- 1978: Russisches Volksmärchen: Hühnchen und Hähnchen (Bäcker) – Regie: Karin Lorenz (Kinderhörspiel – Litera)
- 1979: Horst Beseler: Eine Insel für die Linde (Boltenhagen) – Regie: Manfred Täubert (Kinderhörspiel – Rundfunk der DDR)
- 1985: Peter Löpelt: Ausklang (Arbeiter) – Regie: Edith Schorn (Kurzhörspiel aus der Reihe Waldstraße Nummer 7 – Rundfunk der DDR)
- 1986: Olaf Kampmann: Konsequenzen (Herbert) – Regie: Detlef Kurzweg (Kurzhörspiel aus der Reihe Waldstraße Nummer 7 – Rundfunk der DDR)
- 1988: Olaf Kampmann: Veränderung (Herbert) – Regie: Edith Schorn (Kurzhörspiel aus der Reihe Waldstraße Nummer 7 – Rundfunk der DDR)
- 1988: Olaf Kampmann: Eine vorbildliche Initiative (Herbert) – Regie: Edith Schorn (Kurzhörspiel aus der Reihe Waldstraße Nummer 7 – Rundfunk der DDR)
- 1988: Olaf Kampmann: Im Rampenlicht (Herbert) – Regie: Edith Schorn (Kurzhörspiel aus der Reihe Waldstraße Nummer 7 – Rundfunk der DDR)

### Regiemitarbeit
- 1987: Andreas Scheinert: Des Teufels Triller – Regie: Andreas Scheinert (Hörspiel – Litera)